# 南科尔多凡州
南科爾多凡州（阿拉伯语：‎）是苏丹的18个州之一，位於該國南部。面积79,470平方千米，人口為1,111,859人（2006年），首府卡杜格利。
该省与南苏丹接壤，2011年南苏丹独立之前该州没有与其他国家接壤。